# Aspergillus funiculosus
Aspergillus funiculosus är en svampart som beskrevs av G. Sm. 1956. Aspergillus funiculosus ingår i släktet Aspergillus och familjen Trichocomaceae.   Inga underarter finns listade i Catalogue of Life.